# Anchialina lobatus
Anchialina lobatus är en kräftdjursart som beskrevs av Panampunnayil 1999. Anchialina lobatus ingår i släktet Anchialina och familjen Mysidae. Inga underarter finns listade i Catalogue of Life.